# Ghana na Mistrzostwach Świata w Lekkoatletyce 2013
Ghana na Mistrzostwach Świata w Lekkoatletyce 2013 – reprezentacja Ghany podczas mistrzostw świata w Moskwie liczyła 1 zawodnika.

## Występy reprezentantów Ghany
| Konkurencja          | Zawodnik       | Eliminacje | Eliminacje | Półfinał | Półfinał | Finał    | Finał   |
| Konkurencja          | Zawodnik       | Rezultat   | Pozycja    | Rezultat | Pozycja  | Rezultat | Pozycja |
| -------------------- | -------------- | ---------- | ---------- | -------- | -------- | -------- | ------- |
| Bieg na 200 m kobiet | Janet Amponsah | 24.07      | 42.        | NQ       | NQ       | NQ       | NQ      |